# بخش استورفوش
بخش استورفوش (به سوئدی: Storfors kommun) یک ناحیه شهری در سوئد است که در شهرستان ورملاند واقع شده‌است.